# ユルモ型上陸用舟艇
ユルモ型上陸用舟艇（Jurmo class landing craft）は、フィンランド海軍の上陸用舟艇。

## 概要
旧式化したウイスコ型上陸用舟艇の代替として、少し大型のマリン・アルテック（Marine Alutech）社製ウォーターキャットM12を基に開発された。ウォータージェット推進により、高速力と優れた運動性を発揮する。
最前部にランプドア（渡し板）、貨物/兵員搭載スペース、後部に密閉型操舵室というLCUで標準的な配置になっている。貨物/兵員搭載スペースは、高速航行時の兵貨保護や北欧の寒さとあらゆる気象条件にある程度対応するために後方が開放されている半密閉式で、兵員22名または貨物3tまで積載できる。
ほとんどの艇は、フィンランド海軍沿岸猟兵部隊ウーシマー旅団で輸送及び上陸作戦用に配備され、連絡用に数艇が他基地に配備されている。

## 採用国
- フィンランド 海軍にてU601～U638として運用中
- マレーシア 更に大型の『ウォーターキャットM14』型を10隻、海洋警察が運用中